# Clepsis melaleucana
Clepsis melaleucana là một loài bướm đêm thuộc họ Tortricidae. Nó được tìm thấy ở Alberta to Newfoundland, phía nam đến North Carolina và Missouri.
Cánh trước màu kem hơi vàng. It has a wingspan that ranges from 18 to 25 millimeters. Con trưởng thành bay từ tháng 5 đến tháng 7.